# 몽량록
《몽량록》(夢粱錄)은，중국 남송(南宋)의 오자목(吳自牧)의 찬으로 전20권이다.

## 개요
서문에는 '갑술년 중추절' 즉 남송 도종(度宗) 함순(咸淳) 10년(1274년) 8월 15일(양력 9월 6일)에 썼다고 하였다.
昔人臥一炊頃，而平生事業揚歷皆遍，及覺則依然故吾，始知其為夢也，因謂之'黃粱夢'. 矧時異事殊，城池苑囿之富，風俗人物之盛，焉保其常如疇昔哉！緬懷往事，殆猶夢也，名曰《夢粱錄》云。脫有遺闕，識者幸改正之，毋哂。甲戌歲中秋日，錢塘吳自牧書.
옛 사람이 밥 한 끼 지을 동안 잠자리에 들었다가, 평생의 일을 모두 겪고 나서 깨어보니 예전의 자신과 변함이 없는 것을 보고 그제야 꿈을 꾼 것임을 알았다고 한다. 그래서 이를 일러 “황량몽(黄粱夢)”, 즉 “누런 기장밥 지을 동안의 꿈”이라 하였다. 하물며 시간이 다르고 상황이 서로 다르니, 성(城)과 연못, 동산[苑囿]의 부유함, 그리고 풍속과 사람들이 성황(盛況)을 이루는 것이 어찌 예전과 같을 수 있겠는가! 지나간 일을 회고해보니 아마도 꿈이런가 싶어 “몽량록(夢粱錄)”, 즉 “기장밥 지을 동안 꾼 꿈을 기록함”이라고 이름 지었다.
만약 빠뜨린 것이 있다면 학식 높은 분들께서 이를 바로잡아 주시고, 비웃지 마시기 바랍니다.
갑술년(甲戌年: 1274년) 중추절(仲秋節)에 전당(錢塘)의 오자목(吳自牧) 씀
 — 《몽량록》(夢粱錄) 서문
하지만 이에 대해서는 남송이 멸망하는 것이 위왕(衛王) 상흥(祥興) 2년(1279년)이므로 옮겨 적는 과정에서 착오가 생긴 것으로 여겨지고 있다.
저자 오자목에 대해서는 남송 임안부(臨安府) 전당(錢塘) 사람이라는 것 외에, 그의 행적이나 생애가 거의 알려진 바가 없다. 제목인 몽량록은 당(唐)의 심기제(沈既济)가 지은 《침중기》(枕中記)에 실린 '황량몽'(黄粱夢) 즉 꿈속에서 사람이 한평생 누릴 수 있는 부귀영화를 한껏 누리고 잠에서 깨었는데, 정작 자신이 잠들어 꿈을 꾸고 있었던 것은 솥에 안친 기장이 다 익지도 않은 짧은 시간 동안이었더라는 고사에서 유래한 것으로, "지나간 일을 회고해 보니 아마도 꿈이런가 싶어 '몽량록'(夢粱錄) 즉 '기장밥(황량) 지을 동안 꾼 꿈을 기록함'이라고 이름지었다고 밝히고 있다.
'시간이 다르고 상황이 서로 다르니'(對時行樂)라는 말로 삶의 가치를 강렬한 현실 감각 속에 농축시키듯 책의 이름을 '몽량록'(夢粱錄)이라고 하였다는 것이다. 이는 남송(南宋) 조정이 오랜 평화를 누리느라 '북방의 대한'(北方大漢) 즉 몽골족이 들이닥칠 위협을 앞두고도 항주(杭州) 사람들이 여전히 꿈속에 젖어 있어 미래가 걱정되던 시절, 남송의 멸망을 예견한 것처럼 해석하기도 한다.
《동경몽화록》(東京夢華錄)의 체제를 모방하여, 주로 남송의 수도였던 임안(临安, 현재 중국 저장 성 항저우)의 남송 임안의 교묘(郊廟), 궁전(宮殿), 산천(山川), 인물(人物), 저자 거리, 물산(物産), 풍속(風俗), 잡희(雜戱), 사찰(寺刹) 등에 대해 기록하고 있으며 남송 도시의 경제활동, 수공업, 상업 발전, 시민의 경제, 문화 생활 및 도성의 면모를 이해하는데 풍부한 사료를 제공해주고 있다. 특히 중국 항저우의 명물 요리로 꼽히는 송수어갱(宋嫂魚羹)과 월병(月餅)을 언급한 최초의 문헌이기도 하다.

## 한국어 번역
한국의 중국어문논역학회에서 발간하는 학술지 《중국어문논역총간》과 중국어문학회의 《중국어문학지》 고려대학교 중국학연구소에서 발간하는 학술지 《중국어논총》에 '몽량록'의 역주가 실렸다. 번역은 모두 한림대학교 중국학과 교수 김민호(金敏鎬)가 맡았다.